# Alfred von Hubicki
Vitez Alfred von Hubicki, avstrijski general, * 5. februar 1887 Friedrichsdorf (Avstro-Ogrska, danes Kolčino, Zakarpatska oblast, Ukrajina), † 14. julij 1971, Dunaj.